# Czasownik posiłkowy
Czasownik posiłkowy – część mowy, która ma właściwości składniowe i morfologiczne czasowników danego języka, jednak w przeciwieństwie do nich nie ma żadnego znaczenia własnego, a spełnia jedynie funkcje gramatyczne (w szczególności służy do tworzenia form złożonych).
Wśród czasowników posiłkowych można znaleźć czasowniki spełniające jedynie taką rolę, jak również czasowniki, które w innych zastosowaniach są normalnymi czasownikami ze znaczeniem własnym.

## Czasowniki posiłkowe w wybranych językach

### Język polski
Czasownikiem posiłkowym jest czasownik „być” używany do tworzenia czasu przyszłego złożonego – np. „będę jechał”, „będziesz pić”.
W dawnym języku polskim czas przeszły oraz zaprzeszły również tworzyło się za pomocą
czasownika posiłkowego „być”: widział jeśm, widzieli jeście itd. (ad. – w rzeczywistości regularne, późniejsze formy to myśmy widzieli byli, jam widział był)
Pozostałością po tym są ruchome końcówki: żeśmy widzieli, żebyśmy poszli, wyście to zabrali? oraz partykuły: że, by (w zestawieniu z końcówkami koniugacyjnymi zachowują się nadal tak jakby same były czasownikiem).
Czasownikiem posiłkowym jest również czasownik „zostać” używany wraz z czasownikiem „być” do tworzenia form strony biernej – np. jestem podglądany, zostałem zrozumiany.
Czasowniki woleć i mieć w języku polskim, w odróżnieniu od języków germańskich (w tym angielskiego i niemieckiego gdzie są czasownikami posiłkowymi) nie są posiłkowe (nie tworzą rozbudowanych form czasowych ani trybów), gdyż nigdy nie zaistniała taka potrzeba. Natomiast nadal mają funkcję posiłkową służącą do budowy orzeczenia złożonego podobnie do innych czasowników modalnych (analogicznie jak np. w angielskim). Ta funkcja nie jest wyraźnie widoczna w języku polskim, gdyż formalnie pełnią rolę czasownika głównego i to jego dotyczy czynność opisana w zdaniu, ale w domyśle wyrażają zamysł lub zamiar wykonania czynności następnej, dlatego można by ją nazwać funkcją premodalną. Na przykład Chcę spać, Masz iść, jak też Moglibyście milczeć, Powinien przybyć, Muszę jechać, ale też Idę jeść.

### Język angielski
Za rozbudowany system czasów języka angielskiego odpowiadają trzy czasowniki posiłkowe – be (być), have (mieć) i do (robić).
Czasownik do jest używany do tworzenia negacji (I saw him → I didn’t see him, Alice has a cat → Alice doesn’t have a cat), pytań (You saw him. → Did you see him?) oraz do wzmocnienia znaczenia czasownika głównego w trybie rozkazującym i w zdaniu oznajmującym w czasach Present Simple i Past Simple: (Do be quiet!, I do read newspapers!, I did know that!).
Czasowniki be oraz have stosowane są do oznaczenia niektórych aspektów czasownika. Czasownik be służy ponadto do tworzenia strony biernej.
Za posiłkowe można uznać także czasowniki modalne shall/should, will/would, can/could służące w tej funkcji do tworzenia konstrukcji warunkowych i oznaczania niektórych aspektów czasownika.

### Język niemiecki
W języku niemieckim występują trzy czasowniki posiłkowe: haben (mieć), sein (być) i werden (stawać się). Pierwsze dwa stosowane są do tworzenia złożonych czasów przeszłych oraz niektórych form właściwego trybu łączącego (Konjunktiv). Czasownik posiłkowy werden służy natomiast do tworzenia form strony biernej, czasów przyszłych i form opisowych trybu łączącego (Konditionalis).

### Język japoński
Klasa czasowników w języku japońskim jest właściwie zamknięta – zapożyczenia bardzo rzadko stają się właściwymi czasownikami (jednym z takich nielicznych przykładów jest czasownik サボる – ‘bojkotować pracę’ wywodzący się od wyrazu ‘sabotage’).
Istnieje za to duża grupa rzeczowników mogących spełniać funkcje czasownikowe po dołączeniu czasownika posiłkowego する (suru).
Np.
- ściągać (plik) – ダウンロードする (daunrōdo suru)
- ćwiczyć – 練習する (れんしゅうする renshū suru)